# Свети Николай (Славовци)
„Свети Николай“ е българска православна църква в Славовци, квартал на град Нови Искър.

## История
Църквата е изградена в 1922 година върху открит олтар, разположен сред руините на стар храм. Съдействие на строителството оказва и Министерството на вътрешните работи, което позволява разгръщане на дарителска кампания в цялата страна. Църквата е завършена и изписана през пролетта на 1926 година и е осветена в последния четвъртък преди Спасовден. Иконостасът е дело на дебърски майстори от рода Филипови. Иконите също са оригинални.
Църквата е храм паметник на загиналите във войните за национално освобождение от 1912 до 1918 година.